# Battle Ground, Indiana
Battle Ground là một thị trấn thuộc bang Indiana, Hoa Kỳ.